# Конференција библиотекарског друштва Србије
Конференција библиотекарског друштва Србије је годишња међународна конференција коју организује Библиотекарско друштво Србије почев од 2001. године.

## Историјат
Међународне конференције на тему библиотекарства и библиотечко–информационе делатности у организацији Библиотекарског друштва Србије одржавају се континуирано почевод 2001. године. Конференције представљају значајна места ширења научне и стручне мисли, подстицања међународне сарадње, истраживања и развојa у свим областима библиотечко – информационе делатности, као и места размене нових идеја и искустава.
Конференције библиотекарског друштва Србије се организују уз подршку Министарства културе РС. Оне представљају могућност да се прикупе релевантне информације о токовима развоја библиотекарства и нових информатичких знања на којима учествује велики број значајних иностраних и домаћих стручњака на актуелне теме.
Одржавање конференција прати и објављивање зборника сажетака као и зборника радова.
Библиотекарско друштво Србије је на почетку у организацији и реализацији конференција учествовало заједно са Филолошким факултетом Универзитета у Београду, а од 2009. године БДС углавном их самостално организује. Од 2016. године Конференције се организују у склопу обележавања Дана библиотекара.

## Хронологија
Конференција је 2024. године организована 21 пут.
|     | Конференција                                    | Датум                  | Место                 | Тема                                                                                     |
| --- | ----------------------------------------------- | ---------------------- | --------------------- | ---------------------------------------------------------------------------------------- |
| 1.  |                                                 | 2001.                  |                       |                                                                                          |
| 2.  | Међународни научни скуп                         | 25-27. септембар 2003. | Београд               | Интелектуална слобода и савремене библиотеке                                             |
| 3.  | Међународни научни скуп                         | 7-9. октобар 2004.     | Београд               | Економска улога библиотека у савременом друштву                                          |
| 4.  | Међународни научни скуп                         | 5-9. октобар 2005.     | Београд               | Деца и библиотеке                                                                        |
| 5.  | Међународни научни скуп                         | 19-21. октобар 2006.   | Београд               | Лидерство у библиотекама : спона науке, културе и привреде                               |
| 6.  | Међународни научни скуп                         | 5-7. октобар 2007.     | Београд               | Информациона писменост и доживотно учење                                                 |
| 7.  | Међународна научна конференција                 | 25-28. септембар 2008. | Београд               | Електронска библиотека                                                                   |
| 8.  | Међународна научна конференција                 | 14. децембар 2009      | Београд               | Темељне вредности савременог библиотекарства                                             |
| 9.  | Међународна научна конференција                 | 4-5. новембар 2010.    | Нови Сад              | Стандардизација и квалитет библиотечких услуга                                           |
| 10. | Међународна научна конференција                 | 27-28. октобра 2011.   | Београд               | Хоризонти светског и европског библиотекарства у дигиталном добу                         |
| 11. | Међународна научна конференција                 | 26. октобар 2012.      | Београд               | Отворен приступ знању у библиотекама                                                     |
| 12. | Међународна научна конференција                 | 3. октобар 2014.       | Београд               | Медијска и информациона писменост у друштву знања и библиотеке                           |
| 13. | 13. Међународна конференција БДС                | 13-14. децембар 2016.  | Београд               | Корисници библиотечких услуга: историјска перспектива и савремене тенденције             |
| 14. | 14. Међународна конференција БДС                | 13-15. децембар 2017.  | Београд               | О чему говорим када говорим о библиотекама: заговарање, промовисање, лобирање            |
| 15. | 15. Конференција Библиотекарског друштва Србије | 12-14. децембар 2018.  | Београд; Чачак        | Иновације и трендови у библиотекарству                                                   |
| 16. | 16. Конференција Библиотекарског друштва Србије | 12–13. децембар 2019.  | Београд               | Мале библиотеке у великом дијалогу за промене                                            |
| 17. | 17. Конференција Библиотекарског друштва Србије | 14-16. децембар 2020.  | онлајн                | Мобилно библиотекарство: до удаљених корисника путем мобилних апликација, услуга и идеја |
| 18. | 18. Конференција Библиотекарског друштва Србије | 14-16. децембар 2021.  | Крагујевац            | После 2020: нове прилике и перспективе                                                   |
| 19. | 19. Конференција Библиотекарског друштва Србије | 14-16. децембар 2022.  | Београд               | Удруживање, повезивање и умрежавање библиотекара                                         |
| 20. | 20. Конференција Библиотекарског друштва        | 14-16. децембар 2023.  | Краљево; Врњачка Бања | Библиотечки простори у физичком и виртуелном окружењу                                    |
| 21. | 21. Конференција Библиотекарског друштва        | 11-14. децембар 2024.  | Панчево; Београд      | Радно окружење библиотекара                                                              |

## Награде које се додељују током трајања Конференције
Током трајања Конференције, 14. децембра на дан Библиотекара Србије, додељују се три награде:
- Награду Стојан Новаковић - додељује се за објављено дело из области библиотечко информационе делатности
- Награда Запис - додељује се појединцу заслужном за развој и унапређење библиотечко-информационе делатности
- Награда Најбољи библиотекар - додељује се стручњаку запосленом у билиотечко-информационој делатности